# Ceriferella leucopogonis
Ceriferella leucopogonis är en insektsart som beskrevs av Mary Carver och Martyn 1965. Ceriferella leucopogonis ingår i släktet Ceriferella och familjen långrörsbladlöss. Inga underarter finns listade i Catalogue of Life.